# Le anime morte (film 1960)
Le anime morte (Мёртвые души) è un film del 1960 diretto da Leonid Zacharovič Trauberg.